# Ezio Vivolo
Ezio Vivolo (Eboli, 16 dicembre 1997) è un doppiatore italiano.

## Doppiaggio

### Cinema
- Nicholas Galitzine in Bottoms[1]
- Judah Lewis in Summer of 84
- Bilel Chegrani in Petites - La vita che vorrei... per te
- Yūki Yamada in Godzilla Minus One
- Kataem O'Connor in Time Cut

### Televisione
- Brandon H. Lee in Cobra Kai
- Jonathan Nieves in Penny Dreadful: City of Angels[2]
- Wilex Ly in The Expanse
- Bill Laing in American Rust - Ruggine americana[3]
- Laurie Kynaston in A Small Light
- Stevonte Hart in Le piccole cose della vita
- Arjun Athalye in Piccoli brividi
- Maeson Bleu in Flatbush Misdemeanor
- Joey La Brasca in Hightown
- Hugo Braillard in Double vie
- Luis Giraldo in Noobees
- Roque Ruìz in Quando meno te lo aspetti
- Tyriq Withers in The Game
- Pierre Nisse in La tregua
- Adam Hussain in No Man's Land
- Shin Seung-ho in Love Alarm
- Pablo Carro in Una vita

### Film tv e miniserie
- Stephen Odubola in Blue Story
- Derek Rivera in Killer Profile
- Fabrizio Borsani in Mario

### Documentari
- Logan in The Challenge

### Film d'animazione
- Hiroto Honjo in Seven Days War[4]
- Regulus in SF: Saiyuki Starzinger: The Movie
- Arata Kishimo in Tu sei al di là - Over the Sky
- Yasuharu Yasuda in The First Slam Dunk[5]
- Mitsuki in Boruto: Naruto the Movie
- Lev Haiba in Haikyu!! Battaglia all'ultimo rifiuto
- Rensuke Kunigami in Blue Lock - Episodio Nagi

### Serie animate
- Zeek in Pinky Malinky
- Tomioka Giyuu in Demon Slayer[6]
- Tadano in Aggretsuko
- Acht in Mushikago no Cagaster
- Kazan in B The Beginning
- Principiante Guerriero in Goblin Slayer
- Medix in Rescue Bot Academy
- Marty in Kibaoh Klashers
- Khun Aguero Agnes in Tower of God
- Root in Kyashan Sins
- Jordan in Inazuma Eleven Ares
- Arthur Boyle in Fire Force[7]
- Domingo in Seis Manos
- Davide in Superbook
- Rufin in Power Players
- Sanada in Captain Tsubasa[8]
- Takeru in Wolf Girl & Black Prince (2ª voce)
- Ulquiorra Schiffer in Bleach[9]
- Itona Horibe in Assassination Classroom[10]
- Miki in Beelzebub
- Touma Tachibana in Mix
- Jin Kazama in Tekken: Bloodline
- Belafu in Made in Abyss
- Ouken in Ranking of Kings
- Keisuke Baji in Tokyo Revengers
- Van in The Rising of the Shield Hero
- Lev Haiba in Haikyu!!
- Ginepro in Esplorazioni Pokèmon Super
- Friede in Orizzonti Pokémon: La serie
- Cellula del cervello in Cells at work: Code Black
- Terry in Robin Hood
- Tilt in High Card
- Nirengeki e Hikage Shinomori (ep.131) in My Hero Academia
- Benimaru in That Time I Got Reincarnated as a Slime
- Tetsuya Kuroko in Kuroko's Basket
- Shinichi Sakurai in Uzaki-chan Wants to Hang Out!
- Minoru Kageno / Cid Cageno / Shadow in The Eminence in Shadow[11]
- Mash Burnedead in Mashle[12]
- Kōta Sako in Wind Breaker
- Rensuke Kunigami in Blue Lock[13]
- Fròdi di Gullimursti in I Cavalieri dello zodiaco - Saint Seiya: Soul of Gold[14]
- Reno Ichikawa in Kaiju No. 8[15]
- Personaggi vari in Robozuna, Baki, Carletto il principe dei mostri, Karas, Captain Tsubasa, Sword Art Online, Pokèmon: Spada e Scudo, Power Players
- Choso in Jujutsu kaisen - Sorcery Fight
- Climb in Overlord

### Videogiochi
- Viego in League of Legends (2009)
- Inosuke Nogami in Sekiro: Shadows Die Twice (2019)[16]
- Tenente Bo Ward in Remnant: From the Ashes (2019)[17], Remnant 2 (2023)[18]
- Alcuni banditi in Remnant: From the Ashes (2019)
- Re Alfred in Assassin's Creed: Valhalla (2020)[19]
- Penttoh in Horizon Forbidden West (2022)[20]
- Thomas "Tommy" Jones in Call of Duty: Modern Warfare II (2022)
- Avatar maschile in Wild Hearts (2023)[21]
- Konstantyn e Bykov in Atomic Heart (2023)[22]
- Yorin in Diablo IV (2023)[23]
- Lucas in Spider-Man 2 (2023)[24]
- Prigioniero e Attore 3 in Enotria: The Last Song (2024)[25]
- Ise Sadaoki e Takeda Motoaki in Assassin's Creed Shadows (2025)[26]
- Neutral 1 in Rematch (2025)[27]
- Altre voci in Back 4 Blood, Atomic Heart, Redfall, Final Fantasy XVI, Monster Hunter Wilds